# Spionida
Spionida ist der Name einer Unterordnung meist sessiler und röhrenbauender, als Filtrierer lebender Vielborster (Polychaeta) in der Ordnung Canalipalpata und der Unterklasse Palpata, die in Meeren weltweit bis in Tiefen von 200 m zu finden sind.

## Merkmale
Die Spionida zeichnen sich dadurch aus, dass die beiden Palpen, an denen sich keine tentakelartige Fortsätze befinden, nicht am Prostomium, sondern am direkt dahinter liegenden Peristomium sitzen. Darüber hinaus sind die beiden Nuchalorgane in charakteristischer Weise zu nach hinten weisenden Anhängen verlängert. Der Mund hat wie bei anderen Canalipalpata keine Kiefer oder Zähne, doch ist der Pharynx teilweise ausstülpbar. Einige Arten besitzen kleine Augenflecke und manche einen zentralen Sinneslappen. An einigen der vorderen Segmente sitzen jeweils ein Paar Kiemen. Die Parapodien weisen hinter den Borsten große Lamellen auf. Die Borsten sind unverzweigte kapillarartige Borsten, Stacheln und Haken.

## Verbreitung, Lebensweise und Beispielarten
Die Spionida sind in Meeren weltweit verbreitet und leben überwiegend auf weichen sandigen oder schlammigen Untergründen in der Gezeitenzone und bis in Tiefen von maximal 200 m, wo sie ihre Wohnröhren bauen und so als sessile Tiere leben. Sie ernähren sich als Filtrierer von Detritus und Phytoplankton, das sie mit ihren Palpen aus der Meeresströmung auffangen und durch Wimperntätigkeit an den Palpen zum Mund transportieren.

## Systematik
Die Unterordnung Spionida gehört laut der Systematik nach Rouse & Fauchald von 1998 zur Ordnung Canalipalpata in der Unterklasse Palpata.
Laut dieser Systematik gehören zur Unterordnung Spionida folgende Familien:
- Apistobranchidae
- Spionidae
- Trochochaetidae
- Longosomatidae
- Magelonidae
- Poecilochaetidae
- Chaetopteridae